# Cryptochironomus markowski
Cryptochironomus markowski är en tvåvingeart som först beskrevs av Olivari 1955.  Cryptochironomus markowski ingår i släktet Cryptochironomus och familjen fjädermyggor. Inga underarter finns listade i Catalogue of Life.